# Intel 80186
Intel 80186 je mikroprocesor razvijen u Intelu 1982 godine. Predstavlja unapređenje 8086 i 8088. Imao je 16-bitnu eksternu magistralu, dok je slična verzija 80188 imala 8-bitnu eksternu magistralu podataka. 
Učestanost na kojoj je mikroprocesor radio bila je 6 MHz. Čip je najčešće korišćen kao mikrokontroler, a mali broj računara je koristio ovaj mikroprocesor, između ostalog: Mindset - Siemens-ov računar sa MSDOS operativnim sistemom, Compis, RM Nimbus, Unisys ICON i HP 2001x.
Najveći iskorak u odnosu na prethodne generacije Intelovih mikroprocesora je u tome što je u 80186 integrisano dosta funkcija koje su kod arihtektura sa 8086 i 8088 bile raspoređene na dodatne čipove: DMA kontroler, kontroler prekida, tajmeri i CS logika (chip select). Sem toga mikroprocesor je podržavao i 8 novih instrukcija.

## Spoljašnje veze
- Intel